# Singularnost (zbirka)
Singularnost je zbirka kratkih zgodb več avtorjev slovenske znanstvene fantastike in fantazije. Zbirko, ki je izšla leta 2007 pri založbi Spirea, je uredil Urban Klančnik, namenjena je bila predstavitvi neuveljavljenih avtorjev.
Zgodbe so prispevali Eva Šegatin, Urban Klančnik, Dominik Bašelj, Vid Legradič, Irenej Vid Bošnjak, Sašo Ornik, Amedeja M. Ličen, Urša Grčar, Tim Božič, Nina Lajšić, Timotej Volavšek, Jasmina Robnik, Muanis Sinanović, Eva Legvart, Majda Arhnauer Subašič, Miomira Šegina in Valerija Zabret.